# El Puente de Dios
El Puente de Dios es un arco natural y una formación roca de travertino hecha por la naturaleza a lo largo de miles de años y que es empleado como puente en el camino de terracería que comunica las cabeceras municipales de Galeana (Nuevo León) y Rayones, en el estado de Nuevo León, en el norte de México. Es un arco natural de roca que se emplea como puente de tráfico de vehículos. 
Este puente natural empleado en el tráfico vehicular en el municipio de Galeana, N.L. a la altura de la comunidad Santa Cruz. 
Es una estructura natural de travertino que se formó a lo largo miles de años un puente natural sobre el Río Pilón. 
El Puente de Dios es una formación rocosa natural de travertino que es empleado como puente sobre el Río Pilón en el camino sin asfalto que conduce de Galeana, Nuevo León a la cabecera municipal de Rayones, Nuevo León.
Localización. El Puente de Dios se localiza unos 7 km al norte de Galeana, en el municipio sureño de Galeana, Nuevo León, México, a la altura de la comunidad Santa Cruz, sobre el camino de terracería que conduce al municipio de Rayones, Nuevo León, México y aproximadamente 120 km al Sur de Monterrrey,  capital de Nuevo León, México.
Distribución
En las faldas de la Sierra Madre Oriental y en la parte correpontidente a la Cerro de los Labradores descargan manantiales ricos en carbonato de calcio, los que en su recorrer hacia el 
Composición consiste de depósitos de travertino relativamente compactos con algunas oquedades y en ocasiones rellenas de mineralizaciones. El travertino es una roca que se forma en la surgencia de manantiales  ricos en minerales.
Los depósitos de travertino se extienden en terrazas de varios niveles en una área aproximada de hasta unos 350 m hacia el sur del Puente y pueden alcanzar unos 75 m de ancho.
Aunque no existe ningún dictamen sobre la resistencia del puente o limitaciones para su uso por tráfico pesado, el tránsito que recibe es relativemente pequeño y el peso de los vehículos es relativamente bajo. El travertino por ser una roca de naturaleza porosa no puede resistir, en ensayes de laboratorio se obtienen resistencia a la compresión de 80 Pa/m2. 
Los depósitos de travertino forman de terrazas en varios cientos de metros cuadrados las que se extienden desde el actual puente hasta las faldas del flanco noroeste del cerro de Los Labradores. Se puede deducir que la salida de los manantiales que han originado el Puente de Dios han cambiado de posición con el paso del tiempo. 
Características
Terrazas de travertino que se extienden en varias decenas de metros cuadrados y con varios niveles de formación. Hasta los niveles actuales donde aparentemente no tiene gran formación, pero que en varios puntos de emergencia de manantiales caudales de varios litros por segundo.
Los manantiales desembocan a un canal principal que conduce al Río Pilón formando una cascada de hasta 50 m sobre el nivel actual de la corriente superficial.

## Formación
Una de las posibles formaciones es que El Puente de Dios estuvo primero que el flujo del Río Pilón. El río empieza a erosionar la parte inferior de la estructura de El Puente, este continua su formación hacia el norte y noreste de la estructura. 

## Determinaciones de edad con el Método Uranio/Torio
Para tener una idea de la edad de la formación del Puente de Dios de una muestra de roca tomada de la base en la parte más profunda de la formación rocosa de travertino que limita con la el Río Pilón, que en dataciones de edad mediante método de datación radiométrica de isótopos de Uranio/Torio con los que se calcula una edad de 110.000 (± 30.000) años, con muestras del fondo del cuerpo de travertino, aunque le autor señala que es una referencia y probablemente la parte más antigua del travertino.
Para saber cuál es el punto en que es más antiguo la formación de El Puente de Dios se requieren hacer otros estudios como por ejemplo perforaciones. La conformación y la estructura de El Puente de Dios se puede investigar mediante otros métodos menos invasivos como son los métodos geofísicos. 

## Geoquímica
Se observa que los travertinos modernos son formados en aguas termales alcalínas supersaturadas con elevado contenido de pCO2 (ver presión parcial. En la surgencia de manantiales las aguas se desgasifican de CO2 debido a la baja presión parcial de pCO2, resultando un incremento del pH. Con ello disminuye la solubilidad del carbonato e induce la precipitación de CaCO3. La precipitación puede ser incrementada por otros factores que reduzcan la pCO2, por ejemplo: el incremento de las interacciones agua-aire en cascadas y catarátas, así como la fotosíntsis. La precipitación de travertino puede ser incrementada por la evaporación en algunos manantiales.
Minerales como la calcita y la aragonita pueden ser encontrados en travertinos formados en la surgencia de manantiales termales. La aragonita es formada preferentemente a temperaturas altas, mientras que la formación de calcita predomina cuando las temperaturas son más frías. En travertinos puros es de color blanco y fino, pero a menudo es de color marrón o amarillo debido a las impurezas.
Los travertinos pueden precipitar directamente a roca u otros materiales inertes, como sucede en los manantiales termales, por ejemplo de Pamukkale, Turquía y Mammoth Hot Springs, Estados Unidos de América.